# Duplodnaviria
Duplodnaviria is een imperium van virussen waartoe alle dubbelstrengse DNA-virussen behoren die over een speciaal capside-eiwit beschikken: de HK97-fold major capsid protein (HK97-MCP). Dit eiwit is de primaire component van het virale capside, waarin het desoxyribonucleïnezuur (DNA) is opgeslagen. Virussen in dit imperium hebben daarnaast een aantal andere kenmerken gemeen, zoals een icosahedrale capside, een kleine opening in de virale capside, een protease-enzym dat de binnenkant van de capside leegmaakt voordat het DNA erin wordt verpakt, en een terminase-enzym dat virale DNA in de capside.
Duplodnaviria werd in 2019 vastgesteld door het ICTV op basis van de gemeenschappelijke kenmerken van virussen in het imperium. Duplodnaviria valt uiteen in twee groepen: bacteriofagen binnen de orde Caudovirales, die prokaryoten infecteren, en herpesvirussen uit de orde Herpesvirales, die dieren infecteren. De bacteriofagen zijn zeer divers en alomtegenwoordig, vermoedelijk zijn het een van de oudste virustaxa. Herpesvirussen delen ofwel een gemeenschappelijke voorouder met bacteriofagen of zijn een afgescheiden groep binnen Caudovirales.

## Naam
De naam Duplodnaviria is een samenvoeging van duplo, het Latijnse woord voor dubbel, en dna, de afkorting van desoxyribonucleïnezuur. Deze twee worden verwijzen naar het feit dat alle leden van het imperium beschikken over een dubbelstrengs DNA-genoom. Het achtervoegsel -viria wordt gebruikt om aan te duiden dat het een imperium is.

## Eigenschappen
Alle virussen in het imperium Duplodnaviria bevatten een karakteristieke icosahedrale capside die samengesteld is uit een capside-eiwit dat een unieke vouwingsstructuur bevat, de HK97-vouw, vernoemd naar de eiwitstructuur van de bacteriofaagsoort Escherichia-virus HK97. Ondanks de variabele morfologie, is deze eiwitstructuur bij alle vertegenwoordigers van het imperium geconserveerd. Andere kenmerken zijn onder meer het 'portaaleiwit', een speciale opening van de capside, en de protease die de capside leegt voordat het DNA wordt ingebracht, en het enzym terminase dat het DNA in de capside verpakt.
Caudovirales is van groot belang binnen de mariene ecologie; het organisch materiaal van de bacteriële gastheren wordt door deze virussen gerecycled. De herpesvirussen zijn medisch relevant voor verschillende diersoorten, waaronder de mens. Een karakteristiek kenmerk van virussen in Duplodnaviria is hun vermogen om lange tijd (ongemerkt) in hun gastheer te verblijven zonder zich te vermenigvuldigen. Voorbeelden hiervan zijn het herpes-simplexvirus, dat terugkerende infectiegolven veroorzaakt, en het varicella-zostervirus, dat waterpokken en gordelroos kan veroorzaken.

## Classificatie
Aangezien alle virussen in het imperium dubbelstrengse DNA-virussen (dsDNA) zijn, behoort het imperium tot groep I: dsDNA-virussen van de Baltimore-classificatie, een classificatiesysteem gebaseerd op de manier waarop een virus messenger RNA (mRNA) produceert. Het systeem wordt vaak naast standaard taxonomie gebruikt, die gebaseerd is op evolutionaire geschiedenis. Duplodnaviria bevat slechts één rijk, en dit rijk bestaat uit twee fyla die monotypisch zijn tot de rang orde. De taxonomie kan als volgt worden weergegeven:
- Imperium: Duplodnaviria
  - Rijk: Heunggongvirae
    - Fylum: Peploviricota
      - Klasse: Herviviricetes
        - Orde: Herpesvirales – de herpesvirussen, die alleen dierlijke gastheren infecteren

    - Fylum: Uroviricota
      - Klasse: Caudoviricetes
        - Orde: Caudovirales – de gestaarte bacteriofagen, die alleen archaea en bacteria infecteren